# Paisjusz Wielki
Paisjusz Wielki, gr. Όσιος Παΐσιος ο Μέγας; kopt. Ⲁⲃⲃⲁ Ⲡⲓϣⲱ; Abba Pišoi ozn. „podniesiony” (ur. około 320 roku, zm. 15 lipca 417 roku) – święty mnich chrześcijański, wspominany w dniu 19 czerwca według kalendarza juliańskiego. Prowadził życie ascety, czym zyskał naśladowców. Założył w Pustyni Nitryjskiej wspólnotę mniszą, nad którą sprawował opiekę duszpasterską. Paisjuszowi przypisuje się dar prorokowania, a także szczególną opiekę nad jego życiem aniołów pańskich.

## Życiorys
Paisjusz urodził się około 320 roku w delcie Nilu w północnym Egipcie. Jego rodzice byli chrześcijanami. Po śmierci ojca Paisjusza wraz z sześciorgiem rodzeństwa wychowywała matka. Około 340 roku oddała Paisjusza do jednego ze skitów pod opiekę mnicha Pambo (późniejszego świętego).
W poszukiwaniu samotności Paisjusz opuścił skit i udał się na Pustynię Nitryjską. Zamieszkał w jaskini, którą własnoręcznie wykuł w skale. Zgodnie z hagiografią świętego w jaskini Paisjuszowi objawił się Jezus Chrystus, który oznajmił, że Pustynia Nitryjska zostanie w przyszłości zamieszkana przez naśladowców mnicha. Na pytanie Paisjusza, w jaki sposób przetrwają oni na pustyni, Chrystus odrzekł, że jeżeli będą wykonywać wszystkie jego przykazania, on sam będzie dostarczał niezbędnych im do życia przedmiotów. Wokół Paisjusza gromadzili się uczniowie i jego erem znacznie się rozrastał. Paisjusz słynął z pokory, postów i modlitwy. Swoje cnoty ukrywał przed wzrokiem ludzkim. Nauczał posłuszeństwa wobec przełożonych. Według noty biograficznej „Coptic Orthodox Churnch Network”, Paisjusz miał się wyróżniać mądrością, głębią myśli, spokojem, skromnością, siłą, odwagą, hojnością wobec nieznajomych i skromnością w wyglądzie. Koptyjski Kościół Ortodoksyjny wspomina Paisjusza jako „Doskonałego człowieka, umiłowanego przez naszego Dobrego Zbawiciela” (al-ragol al-kamil habeeb mokhalisona al-saleh). Nazywany jest także „Gwiazdą pustyni” (kawkab el-barieah).
Według publikacji wydanych przez wspólnotę z klasztorną z Wadi al-Natrun oraz The Christian Coptic Orthodox Church Of Egypt Paisjusz opuścił klasztor w Wadi an-Natrun podczas najazdu Berberów w 407 roku, by – jak podaje tradycja koptyjska – uchronić dusze najeźdźców od winy za jego ewentualną śmierć i udał się do Antinoopolis w Górnym Egipcie, gdzie założył nowy klasztor. Tam też zmarł 15 lipca 417 roku i został pochowany. 13 grudnia 841 roku na polecenie Józefa I, koptyjskiego patriarchy Aleksandrii ciało zmarłego zostało przewiezione do Wadi an-Natrun i jest złożone w kościele (funkcjonującym obecnie pod wezwaniem Świętego Paisjusza) jego macierzystego klasztoru Świętego Biszwiego (Paisjusza).

## Cuda związane z osobą Paisjusza
Cerkiew prawosławna zwraca uwagę na szczególną opiekę aniołów nad Paisjuszem Wielkim. Zgodnie z jej nauczaniem najwcześniejszym cudem, związanym z osobą świętego, była interwencja boska w okresie, gdy był dzieckiem. Po śmierci ojca matka przyszłego świętego miała ujrzeć anioła, który nakazał oddanie jednego z synów na wychowanie mnichom. Kobieta zapytała, którego syna ma oddać; anioł wskazał na Paisjusza. 
Wspólnota mnichów, którą założył Paisjusz, również miała znajdować się pod opieką aniołów. Święty miał widzenie, w którym ukazały mu się zastępy anielskie. Jeden z aniołów oznajmił, że podopieczni świętego znajdują się pod ich ochroną. Jednego z nowicjuszy monasteru, założonego przez Paisjusza, opanowały nieczyste myśli. Mnich zwrócił się o modlitwę do Paisjusza. Po odprawieniu nabożeństwa, ukazał się anioł, prowadzący skutego demona. Sam Paisjusz również był szczególnie strzeżony, czego świadkiem miał być jeden z nowicjuszy, który zobaczył czuwającego nad śpiącym świętym anioła.

## Kult Paisjusza Wielkiego
Zachowała się pochodząca z pierwszego tysiąclecia modlitwa do świętego, która została włączona w pierwszej połowie XX wieku przez biskupa Atanazego (Sacharowa) do księgi liturgicznej codziennych modlitw (канонник). Modlitwę odmawia się w intencji wybawienia dusz zmarłych bez pokuty oraz o śmierć w stanie łaski uświęcającej.

## Naśladowcy Paisjusza
Przykład życia Paisjusza przyciągnął naśladowców. Już za życia mnicha na Pustyni Nitryjskiej został założony monaster, gdzie przestrzegano jego nauk. Opis żywota Paisjusza podaje kilka przykładów nawrócenia i późniejszego powołań kapłańskich dzięki modlitwom mnicha. Jeden z jego nowicjuszy udał się do Egiptu w celach handlowych. Po drodze spotkał Żyda, który oznajmił, że Chrystus nie jest Mesjaszem, pojawi się inny, prawdziwy. Nowicjusz wyraził przypuszczenie, że wyznawca prawa mojżeszowego może mieć rację. Po powrocie do monasteru Paisjusz w gniewie oświadczył uczniowi, że nie może być uważany już za chrześcijanina. Dopiero po pokucie starzec przyjął go z powrotem. Drugi nowicjusz samowolnie opuścił monaster, zamieszkał z pogańską kobietą i porzucił wiarę chrześcijańską. Dopiero modlitwa Paisjusza sprawiła, że uczeń poczuł żal za grzechy i po śmierci konkubiny powrócił do monasteru.
Paisjusz utrzymywał kontakty z Pawłem z Teb. W jednym ze spotkań Pawłowi towarzyszył jego uczeń Pimen, który pragnął poznać mieszkającego na pustkowiu mnicha. Paisjusz błogosławił Pimena i przepowiedział mu świętość. W przyszłości Pimen wzorem Paisjusza udał się na pustynię i do śmierci prowadził ascetyczny tryb życia.
Świętemu Paisjuszowi Wielkiemu zostały poświęcone trzy egipskie monastery. Założony przez niego monaster na Pustyni Nitryjskiej rozrósł się i w czasach dzisiejszych obejmuje obszar 400 ha. Wspólnota mnisza zajmuje się uprawą owoców, warzyw i oliwek. Przy monasterze działa przychodnia lekarska. Drugi monaster znajduje się w Deir el-Bersha, w środkowym Egipcie w pobliżu Mallawi, trzeci natomiast na wschód od Hermonthis (Armant). Istnieje w Egipcie czwarty monaster świętego Paisjusza – Czerwony Monaster. Jego patron i założyciel jest niekiedy mylony z Paisjuszem Wielkim.